# Edwin Samuel Crump
Edwin Samuel Crump CIE ( 6 juli 1882, 5 maart 1961) was een Engelse civiel ingenieur, gespecialiseerd in hydraulica.

## Vroege leven en opleiding
Crump werd geboren in Wolverhampton, Staffordshire, Engeland, als jongste kind van Charles Crump en Clara Annie Gittoes. Zijn vader Charles Crump was hoofdgriffier van de Northern Division van de Great Western Railway Company, een vooraanstaand voetbalwetgever en bestuurder, en een toegewijd methodist. Edwin Crump werd opgeleid als civiel ingenieur aan de faculteit Techniek van het Imperial College.

## Loopbaan
Crump sloot zich in 1906 aan bij de Indian Service of Engineers en was gestationeerd in de provincie Punjab, Brits-Indië . Hier hield hij zich bezig met irrigatieprojecten van het Punjab Water Station. Tijdens de Eerste Wereldoorlog diende Crump als ingenieur in Zuid-Afrika. Crump ging in 1937 met pensioen bij de Indian Service of Engineers. Na zijn terugkeer naar Engeland ging Crump in 1949 aan de slag bij het nieuw opgerichte Waterloopkundig Laboratorium in Wallingford, Oxfordshire, In 1956 ging hij met pensioen. 

## Eerbetoon en erkenning
Crump werd tijdens de King's Birthday Honours van 1936 benoemd tot Companion of the Indian Empire (CIE) voor zijn werk bij de Indian Service of Engineers als hoofdingenieur in de provincie Punjab.

crumpstuw

Edwin Samuel Crump was de uitvinder van de crumpstuw die naar hem vernoemd is. De crumpstuw is een tweedimensionale driehoekige stuw met een horizontale kam in de dwarsrichting en een driehoekige kamvorm in de stroomrichting.  Crumpstuwen worden gebruikt als meetconstructies in open kanalen.

## Publicaties
Crump publiceerde een aantal baanbrekende artikelen op het gebied van hydraulica, waaronder methoden om de stroomsnelheid nauwkeurig te meten met behulp van de crumpstuw, het ontwerp van steil aflopende pijpleidingen,  en wervel-sifon-overloopkanalen.
Opvallend is dat hij na de Tweede Wereldoorlog het nodige over de crumpstuw gepubliceerd heeft, maar dat de toepassing daarvan als intensief was ver voor deze oorlog. In Nederlands-Indië is een aangepaste versie  door ir. P. de Gruyter gepropageerd. 